# المعطي (فلم)
المعطي  (بالإنجليزية: The Giver) هو فيلم خيال علمي اجتماعي أمريكي 2014 من إخراج فيليب نويس وكتابة مايكل ميتنيك وروبرت ب. وادي، مستوحى عن الرواية التي تحمل نفس الاسم من تأليف لويس لوري. الفيلم من بطولة جيف بريدجز وميريل ستريب وبرينتون ثويتس والكسندر سكارسجارد وأوديا راش وكاميرون موناغان وكيتي هولمز وتايلور سويفت.
صدر الفيلم بالولايات المتحدة في 15 أغسطس، 2014.

## القصة
في مجتمع ما يبدو مثاليا، دون حرب وألم ومعاناة وخلافات أو اختيار، ويتم اختيار شاب للتعلم من رجل مسن عن الألم الحقيقي ومتعة في العالم «الحقيقي».

## الاستقبال النقدي
تلقى الفيلم مراجعات سلبية من النقاد. على موقع الطماطم الفاسدة، حاصل على تقييم 30% بناءً على 101 مراجعة. في ميتاكريتيك حاصل على تقييم 46 من 100.

## وصلات خارجية
- مقالات تستعمل روابط فنية بلا صلة مع ويكي بيانات